# فهرست نمایندگان دوره پنجم مجلس شورای اسلامی
نمایندگان دوره پنجم مجلس شورای اسلامی که انتخابات آن در ۱۸ اسفند ۱۳۷۴ برگزار و اولین جلسه آن در ۱۲ خرداد ۱۳۷۵ به تعداد ۲۷۰ نفر بودند که اسامی آنها به ترتیب زیر میباشد:

## آ، ا، ب، پ، ت، ث
آ
- محمود آستانه - استان مرکزی (شازند)
- غلامعباس آقاعلیخانی - استان تهران (آوج / بوئین زهرا)
- علی آل کاظمی - استان لرستان (دلفان / سلسله)

ا
- غلام‌حیدر ابراهیم بای سلامی - استان خراسان (خواف و رشتخوار)
- سید محمود ابطحی - استان اصفهان (خمینی‌شهر)
- سید علی‌اکبر ابوترابی - استان تهران (تهران)
- علی‌اصغر احمدی - استان سمنان (شاهرود)
- علی احمدی - استان آذربایجان غربی (ماکو)
- ولی‌الله احمدی زادسرای - استان آذربایجان شرقی (اهر / هریس)
- مصطفی احمدیه - استان تهران (کرج)
- بهمن اخوان - استان مرکزی (تفرش و آشتیان)
- نیره اخوان بی‌طرف - استان اصفهان (اصفهان)
- بهاءالدین ادب - استان کردستان (سنندج)
- محمدجواد اردشیر لاریجانی - استان تهران (تهران)
- حبیب‌الله اسماعیل‌زاده - استان اصفهان (فلاورجان)
- غلامرضا اشرافی - استان سیستان و بلوچستان (زابل)
- علیرضا افقهی - استان خراسان رضوی (سبزوار)
- علی اکبرزاده - استان آذربایجان شرقی (ورزقان)
- صالح اکبری - استان آذربایجان غربی (نقده)
- عزت‌الله اکبری تالارپشتی - استان مازندران (قائمشهر)
- سید رضا اکرمی - استان تهران (تهران)
- قلی الله‌قلی‌زاده - استان آذربایجان شرقی (کلیبر)
- حسن الماسی - استان اردبیل (دشت مغان)
- منوچهر الیاسی - نمایندگان اقلیت (اقلیت‌های دینی / کلیمیان)
- شهربانو امانی انگنه استان آذربایجان غربی  (ارومیه)
- مجید انصاری - استان تهران (تهران)
- فریبرز انصاری - استان فارس (ممسنی)
- حسین انصاری‌راد - استان خراسان (نیشابور)
- حسین انواری -  استان آذربایجان شرقی (سراب)
- حسین ایرانی - استان قم (قم)

ب
- علی باغبانیان - استان اصفهان (نطنز و قمصر)
- آرداواز باقومیان - حوزه انتخابیه مسیحیان ارمنی جنوب
- جواد باقرزاده - استان زنجان (زنجان)
- عبدالحمید باقری بنابی - استان آذربایجان شرقی (تبریز)
- محمدرضا باهنر - استان تهران (تهران)
- طاهر برزگر تکمه‌داش - استان آذربایجان شرقی (بستان‌آباد)
- سهراب بهلولی قشقایی - استان فارس (فیروزآباد)
- محمدرضا بهمئی - استان خوزستان (رامهرمز)
- منوچهر بهنیا - استان کرمانشاه (کرمانشاه)
- امین بیانک - استان خوزستان (اهواز)
- همت بیگمرادی - استان کرمانشاه (قصر شیرین)

پ
- سید عباس پاک‌نژاد - استان یزد (یزد)
- ابراهیم پیرنعمتی - استان اردبیل (اردبیل)
- احمد پیش‌بین - استان کرمان (بافت)
- زهرا پیشگاهی‌فرد -استان اصفهان (اصفهان)

ت
- عبدالرحمان تاج‌الدین -استان اصفهان (اصفهان)
- حشمت‌الله ترابی‌زاده -استان اصفهان (لنجان)
- حمیدرضا ترقی - استان خراسان رضوی (مشهد)
- سید رضا تقوی - استان تهران (تهران)
- عنایت‌الله تورنگ - استان مازندران (آمل)
- محمدناصر توسلی‌زاده - استان خراسان (تربت حیدریه)
- ولی‌الله توکلی -استان اصفهان (اردستان)

## ج، چ، ح، خ
ج
- جاسم جادری - استان خوزستان (دشت آزادگان)
- اسماعیل جبارزاده - استان آذربایجان شرقی - تبریز
- سید محمدرضا جعفری - استان کرمان (زرند)
- سهیلا جلودارزاده - استان تهران (تهران)
- غلامحسین جلیل‌خانی - استان زنجان (زنجان)
- محمود جمالی -استان اصفهان (کاشان / آران و بیدگل)
- ایرج جمشیدنژاد - استان کرمانشاه (اسلام‌آباد غرب)
- محمدحسن جمشیدی اردشیری - استان مازندران (بهشهر)
- عباس جندقی - استان سمنان (گرمسار)

ح
- عبدالله حاجیانی - استان بوشهر (دشتی و تنگستان)
- حمیدرضا حاجی‌بابایی - استان همدان (همدان)
- انور حبیب‌زاده - استان آذربایجان غربی (بوکان)
- مرضیه حدیدچی - استان همدان (همدان)
- عبدالزهرا حریزاوی - استان خوزستان (آبادان)
- سید محمد حسینی - استان کرمان (رفسنجان)
- سید محمد حسینی - استان خراسان (تربت جام و تایباد)
- سید عبدالله حسینی - استان هرمزگان (بندر لنگه)
- سید اکبر حسینی‌نژاد - استان یزد (اردکان)
- سید محمود حسینی واعظ - استان مازندران (رامیان)
- قدرتعلی حشمتیان - استان کرمانشاه (سنقرکلیایی)
- الیاس حضرتی - استان گیلان (رشت)
- غلامرضا حیدری دارانی -استان اصفهان (فریدونشهر / فریدن/ چادگان)

خ
- هادی خاتمی - استان لرستان (بروجرد)
- محسن خادم عرب‌باغی - استان آذربایجان غربی (ارومیه)
- ناصر خالقی - استان اصفهان (اصفهان)
- محمدرضا خباز - استان خراسان رضوی (بردسکن/کاشمر)
- سلمان خدادادی - استان آذربایجان شرقی (بناب/ملکان)
- محمدمهدی خزائی - استان خراسان رضوی (فریمان)
- محمد خواجه‌پور - بوشهر (بوشهر / بندر دیلم / گناوه)
- کامل خیرخواه - استان گیلان (لاهیجان)

## د، ذ، ر، ز، ژ
د
- سید محمدحسین دانا - استان فارس (آباده)
- داود دانش‌جعفری - استان تهران (تهران)
- کمال دانشیار - استان خوزستان (بندر ماهشهر)
- یوسف داوودی - استان اصفهان (نجف آباد)
- مجید دبستانی - استان کرمان (بم)
- مهدی‌رضا درویش‌زاده - استان خوزستان (دزفول)
- قربانعلی دری نجف‌آبادی - استان تهران (تهران)
- محمود دعایی - استان تهران (تهران)
- اسماعیل دوستی - استان لرستان (کوهدشت)
- عبدالعزیز دولتی بخشان - استان سیستان و بلوچستان (سراوان)
- حسن دهگان - استان گیلان (لنگرود)

ذ
- محمدباقر ذاکری - استان خراسان (قوچان)

ر
- الهه راستگو - استان همدان (ملایر)
- جعفرقلی راهب - استان مازندران (تنکابن و رامسر)
- محمدرضا راه‌چمنی - استان خراسان رضوی (سبزوار)
- رجب رحمانی - استان زنجان (تاکستان)
- حسن رزمیان مقدم - استان خراسان (دره‌گز)
- عبدالمحمد رستاد - استان فارس (داراب)
- سید احمد رسولی‌نژاد - استان تهران (دماوند و فیروزکوه)
- حبیب‌الله رشیدی کوچی - استان فارس (مرودشت)
- ابوالقاسم رضایی - استان خراسان رضوی (بجنورد)
- محمد رضایی سردره - استان هرمزگان (بندرعباس)
- امیدوار رضایی قائد - استان خوزستان (مسجدسلیمان)
- اسدالله رضوی - استان کرمان (کرمان)
- سید ابوالفضل رضوی -استان اصفهان (نائین)
- سید ابوفاضل رضوی اردکانی - استان فارس (سپیدان)
- احمد رمضانپور نرگسی - استان گیلان (رشت)
- قاسم رمضانپور نرگسی - استان گیلان (صومعه‌سرا)
- فاطمه رمضان‌زاده - استان تهران (تهران)
- پرویز روانی - نمایندگان اقلیت (اقلیت‌های دینی / زرتشتیان)
- حسن روحانی - استان تهران (تهران)
- ابوالقاسم روحی سرخکلایی - استان مازندران (ساری)
- حسین روشن چراغ استان اصفهان (برخوار / میمه)
- محمدمهدی رهبری املشی - استان گیلان (رودسر)
- خدابخش رئیسی - استان سیستان و بلوچستان (ایرانشهر)
- اصغر رئیسی دهکردی - استان چهارمحال بختیاری (شهرکرد)

ز
- حسین زاجکانیها - استان تهران (قزوین)
- علی زادسر - استان کرمان (جیرفت)
- مصطفی زارعی - استان فارس (سروستان)
- لطف‌الله زارعی قنواتی - استان خوزستان (بهبهان)
- موسی زرگر - استان تهران (تهران)
- مرتضی زرین‌گل - استان کردستان (بیجار)
- حسن‌رضا زمانی‌فر - استان همدان (ملایر)

## س، ش، ص، ض
س
- سید جاسم ساعدی - استان خوزستان (شوش و اندیمشک)
- حسن سبحانی - استان سمنان (دامغان)
- عبدالرضا سپهوند - استان لرستان (خرم‌آباد)
- ابوالقاسم سرحدی‌زاده - استان تهران (تهران)
- محمد سقائی - استان فارس (استهبان/نی‌ریز)
- فریدون سلیمی‌نیا - استان آذربایجان غربی (میاندوآب)
- بلال سمرقندی - استان آذربایجان شرقی (تبریز)
- علی سهرابی - استان فارس (شیراز)
- سید حسین سیدزاده - استان آذربایجان شرقی (جلفا/مرند)
- سید مصطفی سیدهاشمی - استان آذربایجان شرقی (مراغه)
- قدسیه سیدی‌علوی - استان خراسان رضوی (مشهد)

ش
- حسن شاخصی - استان گیلان (آستانه اشرفیه)
- سید محمدمهدی شاهرخی - استان لرستان (پل‌دختر)
- محمد شاهی عربلو - استان آذربایجان شرقی (هشترود)
- عبدالغفار شجاع - استان گیلان (بندر انزلی)
- محمدمهدی شجاعی‌فرد - استان فارس (جهرم)
- سید حسین شریفی - استان مرکزی (اراک)
- سید ماشاالله شکیبی - استان خراسان رضوی (طبس / فردوس)
- عباس شیبانی - استان تهران (تهران)
- محمدعلی شیخ - استان خوزستان (شوشتر)
- سید غلامرضا شیرازیان - استان خراسان رضوی (مشهد)

ص
- سید مرتضی صالحی خوانساری -استان اصفهان (خوانسار)
- شهاب‌الدین صدر - استان تهران (تهران)
- مرضیه صدیقی - استان خراسان رضوی (مشهد)
- ایرج صفاتی دزفولی - استان خوزستان (آبادان)
- ذبیح‌الله صفائی - استان همدان (اسدآباد)
- سید معروف صمدی - استان کردستان (سنندج)

## ط، ظ، ع، غ، ف، ق
ط
- یدالله طاهرنژاد - استان مازندران (نوشهر)
- سید طاهر طاهری - استان سمنان (سمنان)[۲]

ع
- کامل عابدین‌زاده - استان آذربایجان غربی (خوی)
- ناصر عاشوری - استان گیلان (شفت / فومن)
- سید علیرضا عبادی - استان خراسان (بیرجند و نهبندان)
- علی عباسپور طهرانی فرد - استان تهران (تهران)
- عباس عباسی - استان هرمزگان (بندرعباس)
- رضا عبداللهی - استان زنجان (ماه‌نشان)
- غلامرضا عبدالوند - استان لرستان (درود/ازنا)
- ابراهیم عزیزی - استان کرمانشاه (کرمانشاه)
- حسین عسگری - استان تهران (شهریار)
- محمد عظیمی - استان خراسان رضوی (طرقبه/چناران)
- عین‌الله علاء - استان مازندران (علی‌آباد کتول)
- محمود علوی - استان فارس (لامرد)
- محمدرضا علی حسینی عباسی - استان همدان (نهاوند)
- غضنفر عیدی گل تپه‌ای - استان مرکزی (اراک)

غ
- حسن غفوری‌فرد - استان تهران (تهران)
- علیرضا غنی‌زاده - استان آذربایجان غربی (ارومیه)

ف
- محمدرضا فاکر - استان خراسان (مشهد)
- محمدشریف فتوحی - استان سیستان و بلوچستان (چابهار)
- مرتضی فضلعلی - استان همدان (تویسرکان)
- کورش فولادی - استان لرستان (خرم‌آباد)
- نفیسه فیاض‌بخش - استان تهران (تهران)

ق
- صمد قاسم‌پور - استان آذربایجان شرقی (تبریز)
- محمدرئوف قادری - استان کرمانشاه (پاوه/جوانرود)
- حسین‌علی قاسم‌زاده - استان مازندران (بابل)
- خدانظر قاسمی - استان بوشهر (دشتستان)
- عبدالله قاسمی‌پور - استان کردستان (مریوان)
- خداداد قبادی - استان فارس (اقلید)
- موسی قربانی - استان خراسان (قائنات)
- شهریار قرمزی -استان اصفهان (سمیرم)
- سید محمدعلی قریشی - استان مرکزی (خمین)
- احد قضائی - استان اردبیل (اردبیل)
- رحمانقلی قلی‌زاده - استان خراسان رضوی (بجنورد)
- محمد قمی - استان تهران (ورامین)
- علی قنبری - استان چهارمحال و بختیاری (اردل)
- جمشید قنبری ممان - استان آذربایجان شرقی (میانه)
- قربانعلی قندهاری - استان مازندران (گرگان)
- محمدمهدی قهرمانی - استان فارس (شیراز)

## ک، گ، ل، م
ک
- سید مطهر کاظمی - استان اردبیل (خلخال)
- حسن کامران -استان اصفهان (اصفهان)
- عباسعلی کرامتلو - استان گلستان  (مینودشت)
- خدابخش کردتمندانی - استان سیستان و بلوچستان (خاش)
- فاطمه کروبی - استان تهران (تهران)
- حمید کریمی - استان ایلام (ایلام)
- ابراهیم کریمی منجرموئی - استان چهارمحال بختیاری (بروجن/لردگان)
- محمد کریمیان - استان آذربایجان غربی (سردشت/پیرانشهر)
- عبدالله کعبی - ‌‌استان خوزستان [آبادان]

گ
- جعفر گلباز - استان تهران (طالقان و ساوجبلاغ)
- فرامرز گلشنی - استان گیلان (رودبار)

م
- محسن مجتهد شبستری - استان تهران (تهران)
- محمد مجدآرا - استان مازندران (فریدونکنار/بابلسر/بندپی)
- محمدرضا مجیدی - استان فارس (فسا)
- جهانبخش محبی‌نیا - استان آذربایجان غربی (میاندوآب)
- علیرضا محجوب - استان تهران (تهران)
- سید محمدتقی محصل همدانی - استان یزد (تفت)
- عباس محمدی - استان مازندران (کردکوی)
- بهمن محمدیاری - استان گیلان (تالش/رضوانشهر/ماسال)
- محمدابراهیم مداحی - استان لرستان (الیگودرز)
- سید فتاح مرتضوی - استان تهران (قزوین)
- شاپور مرحبا - استان گیلان (آستارا)
- سید حسین مرعشی - استان کرمان (کرمان)
- علی مروی - استان خراسان (نیشابور)
- مصطفی مطورزاده - استان خوزستان (خرمشهر)
- غلامرضا معتمدی‌نیا - استان کرمان (کهنوج)
- علی معلمی - استان مازندران (جویبار / سوادکوه / قائم‌شهر)
- سید قدرت موسوی نور - استان خوزستان (جوکنک)
- مصطفی معین - استان اصفهان (اصفهان)
- محمدمهدی مفتح - استان همدان (رزن)
- عیسی مقدمی‌زاد - استان خوزستان (شادگان)
- شمشون مقصودپور - نمایندگان اقلیت (مسیحیان آشوری / کلدانی)
- سید محمدرضا موالی‌زاده - استان خوزستان (اهواز)
- سید حاجی محمد موحد - استان کهگیلویه و بویراحمد (کهگیلویه)
- علی موحدی ساوجی - استان تهران (تهران)
- محمدعلی موحدی کرمانی - استان تهران (تهران)
- سید عباس موسوی - استان خوزستان (ایذه)
- مقداد نجف‌نژاد (بعد از فوت نماینده اصلی) - استان مازندران (فریدونکنار)
- سید محمدعلی موسوی - استان زنجان (خدابنده)
- سید مجتبی موسوی اجاق - استان کرمانشاه (کرمانشاه)
- سید باقر موسوی جهان‌آباد - استان کهگیلویه و بویراحمد (بویراحمد)
- علی‌اکبر موسوی حسینی - استان تهران (تهران)
- سید علی موسوی کوزه‌کنانی - استان آذربایجان شرقی (شبستر)
- سید علی موسوی‌نسب - استان خراسان رضوی (شیروان)
- میرفخرالدین موسوی ننه‌کران - استان اردبیل (اردبیل)
- احمد مهدوی - استان زنجان (ابهر)
- مهدی مهدی‌زاده - استان خراسان (گناباد)
- قاسم مهرزاد صدقیانی - استان آذربایجان غربی (سلماس)
- عباس میرحسینی - استان سیستان و بلوچستان (زابل)
- سید علی میرخلیلی - استان هرمزگان (میناب)
- سید محمدرضا میلانی حسینی - استان آذربایجان شرقی (تبریز)

## ن، و، ه، ی
ن
- احمد ناصری گهر - استان ایلام (دهلران / مهران)
- علی‌اکبر ناطق نوری - استان تهران (تهران)
- احمد ناطق نوری - استان تهران (تهران)
- محمد نبوتی - استان مرکزی (ساوه)
- سید مرتضی نبوی - استان تهران (تهران)
- احمد نجابت - استان فارس (شیراز)
- مقداد نجف‌نژاد - استان مازندران (بابل‌سر و بندپی)
- قدرت‌الله نجفی - استان اصفهان (شهرضا)
- محمدحسین نخبه‌الفقهایی - استان فارس (لارستان)
- قدرت‌الله نظری - استان کرمانشاه (کنگاور)
- علی نعمت‌زاده - استان کردستان (بانه / سقز)
- منیره نوبخت - استان تهران (تهران)
- محمدباقر نوبخت - استان گیلان (رشت)
- غلامحسین نوذری - استان فارس (کازرون)
- عباسعلی نورا - استان سیستان و بلوچستان (زابل)
- عبدالرحیم نوربخش - استان آذربایجان غربی (مهاباد)
- سید رضا نوروززاده - استان خراسان (اسفراین)
- عبدالله نوری - استان تهران (تهران)
- عزت‌الله نوری - استان کردستان (قروه)
- سید محمود نوری‌زاده - استان اردبیل (مشکین‌شهر)

و
- وارطان وارطانیان - نمایندگان اقلیت (مسیحیان ارامنه شمال کشور)
- مرضیه وحید دستجردی - استان تهران (تهران)

ه
- علی‌اصغر هادی‌زاده - استان مرکزی (محلات/دلیجان)
- هاشم هاشم‌زاده - استان آذربایجان شرقی (تبریز)
- سید حسین هاشمی - استان آذربایجان شرقی (میانه)
- سید محمد هاشمی - استان کرمان (سیرجان)
- فائزه هاشمی - استان تهران (تهران)
- سید مصطفی هاشمی ریسه - استان کرمان (شهربابک)
- فرامند هاشمی‌زاده - استان خوزستان (اهواز)
- سید طه هاشمی  - استان قم (قم)
- معمی هلاکو - استان مازندران (گنبد کاووس)

ی
- سید محسن یحیوی - استان تهران (تهران)
- علی یعقوبی - استان همدان (بهار / کبودرآهنگ)
- علی‌اصغر یوسف‌نژاد - استان مازندران (ساری)